# Roquan Smith
Roquan Daevon Smith (geboren am 8. April 1997 in Georgia, Vereinigte Staaten) ist ein US-amerikanischer American-Football-Spieler auf der Position des Linebackers. Er spielte College Football für die University of Georgia. Seit 2022 steht Smith bei den Baltimore Ravens in der National Football League (NFL) unter Vertrag, zuvor spielte er für die Chicago Bears, die ihn in der ersten Runde des NFL Draft 2018 ausgewählt hatten.

## College
Smith wuchs in Marshallville, Georgia, auf und besuchte die Highschool in Montezuma. Anschließend ging er von 2015 bis 2017 für die University of Georgia und spielte dort für die Georgia Bulldogs. Nach einer unauffälligen Saison als Freshman kam er als Sophomore auf 95 Tackles und war damit der Spieler der Bulldogs mit den meisten Tackles. In der Saison 2017 kam er auf 137 Tackles und 6,5 Sacks. Für seine Leistung in diesem Jahr wurde er zum Defensive Player of the Year in der Southeastern Conference (SEC) gewählt. Mit den Bulldogs gewann er die Meisterschaft in der SEC gegen Auburn. Im Championship Game wurde er zum Most Valuable Player (MVP) gewählt. Smith kam auf 13 Tackles, davon zwei für Raumverlust und einen Sack, zudem konnte er zwei gegnerische Fumbles erobern. Einen Tag später gewann er den Butkus Award für den besten Linebacker im College Football.
Am 15. Januar 2018 gab Smith bekannt, sich für den NFL Draft anzumelden.

## NFL
Smith wurde im NFL Draft 2018 als achter Spieler von den Chicago Bears ausgewählt. Wegen Vertragsstreitigkeiten mit den Bears unterschrieb seinen Rookievertrag in Chicago zunächst nicht und verpasste einen großen Teil der Saisonvorbereitung. Dabei herrschte Uneinigkeit darüber, ob die Bears einen Teil von Smiths ansonsten garantierten Gehalt einbehalten hätten dürfen, falls er gesperrt werden würde. Dieser Streit entstand insbesondere aufgrund der neu eingeführten Targeting Rule, die ab der Saison 2018 einen Ausschluss von Spielern für illegale Hits ermöglichte. Erst Mitte August, wenige Wochen vor Saisonbeginn, kam eine Einigung zustande: Erst sobald Smith für mindestens drei Spiele gesperrt worden wäre, hätten die Bears Geld einbehalten dürfen.
Dennoch kam er bereits am ersten Spieltag zum Einsatz. Im Spiel gegen die Green Bay Packers gelang ihm bei seinem ersten Spielzug, in dem er in der NFL auf dem Feld stand, ein Sack gegen DeShone Kizer. Smith spielte eine starke Rookiesaison, in der er auf 121 Tackles kam. Zu Beginn der Saison 2019 litt Smith an nicht näher benannten persönlichen Problemen und verpasste daher auch eine Partie. Im weiteren Saisonverlauf konnte er seine Leistung steigern, allerdings beendete ein Riss seines Brustmuskels die Saison für ihn nach dem 14. Spieltag vorzeitig.
In der Saison 2020 spielte Smith sein bis dahin bestes Jahr. Er übernahm die Rolle als Spielführer der Defense von Danny Trevathan. Gegen die Jacksonville Jaguars gelangen Smith am 16. Spieltag zwei Interceptions. Vor der Saison 2021 entschlossen die Bears sich, die Fifth-Year-Option von Smiths Rookievertrag wahrzunehmen. Mit 163 Tackles stellte er 2021 einen neuen Karrierebestwert auf, zudem gelang ihm am 2. Spieltag gegen die Cincinnati Bengals ein Pick Six über 53 Yards. Wie bereits in der Vorsaison wurde Smith in das Second-All-Pro-Team von Associated Press gewählt.
In der Vorbereitung auf die Saison 2022 forderte Smith nach gescheiterten Verhandlungen um eine Vertragsverlängerung einen Trade zu einem anderen Team, entschloss sich dann aber zunächst, doch sein letztes Vertragsjahr bei den Bears auszuspielen. Am dritten Spieltag gelang Smith beim Stand von 20:20 eineinhalb Minuten vor Ende der Partie eine Interception gegen Davis Mills, dank der die Bears das Spiel mit 23:20 gewannen. Am 1. November 2022 gaben die Bears Smith vor der Trade-Deadline im Austausch gegen einen Zweit- und einen Fünftrundenpick sowie Linebacker A. J. Klein an die Baltimore Ravens ab. Zu diesem Zeitpunkt führte Smith die Liga in Tackles an. Für die Ravens erzielte Smith in neun Spielen 86 Tackles und zwei Sacks. Mit insgesamt 169 Tackles verzeichnete er den dritthöchsten Wert der Saison. Smith wurde erstmals in seiner Karriere in den Pro Bowl gewählt. Am 10. Januar 2023 einigte er sich mit den Ravens vor Beginn der Play-offs auf eine Vertragsverlängerung um fünf Jahre im Wert von 20 Millionen US-Dollar, was ihn zum höchstbezahlten Spieler auf seiner Position machte.

### NFL-Statistiken
| Saison                             | Saison | Spiele | Spiele      | Tackles | Tackles | Tackles | Tackles | Interceptions | Interceptions | Interceptions | Interceptions | Interceptions | Fumbles | Fumbles | Fumbles |
| Jahr                               | Team   | Spiele | als Starter | Gesamt  | Solo    | Ast     | Sacks   | PD            | INT           | Yds           | Lng           | TD            | FF      | FR      | TD      |
| ---------------------------------- | ------ | ------ | ----------- | ------- | ------- | ------- | ------- | ------------- | ------------- | ------------- | ------------- | ------------- | ------- | ------- | ------- |
| 2018                               | CHI    | 16     | 14          | 121     | 89      | 32      | 5,0     | 5             | 1             | 22            | 22            | 0             | 0       | 0       | 0       |
| 2019                               | CHI    | 12     | 12          | 101     | 66      | 35      | 2,0     | 2             | 1             | 0             | 0             | 0             | 0       | 0       | 0       |
| 2020                               | CHI    | 16     | 16          | 139     | 98      | 41      | 4,0     | 7             | 2             | 16            | 11            | 0             | 1       | 1       | 0       |
| 2021                               | CHI    | 17     | 17          | 163     | 95      | 68      | 3,0     | 3             | 1             | 53            | 53            | 1             | 0       | 0       | 0       |
| 2022                               | CHI    | 8      | 8           | 83      | 52      | 31      | 2,5     | 3             | 2             | 22            | 18            | 0             | 0       | 0       | 0       |
| 2022                               | BAL    | 9      | 9           | 86      | 51      | 35      | 2,0     | 3             | 1             | 19            | 19            | 0             | 0       | 0       | 0       |
| 2023                               | BAL    | 16     | 16          | 158     | 84      | 74      | 1,5     | 8             | 1             | 30            | 30            | 0             | 1       | 0       | 0       |
| 2024                               | BAL    | 16     | 16          | 154     | 81      | 73      | 1,5     | 4             | 1             | 0             | 0             | 0             | 1       | 1       | 0       |
| Gesamt                             | Gesamt | 110    | 108         | 1.005   | 616     | 389     | 21,5    | 35            | 10            | 162           | 53            | 1             | 3       | 2       | 0       |
| Quelle: pro-football-reference.com |        |        |             |         |         |         |         |               |               |               |               |               |         |         |         |